# Hans Magnus Nilsson

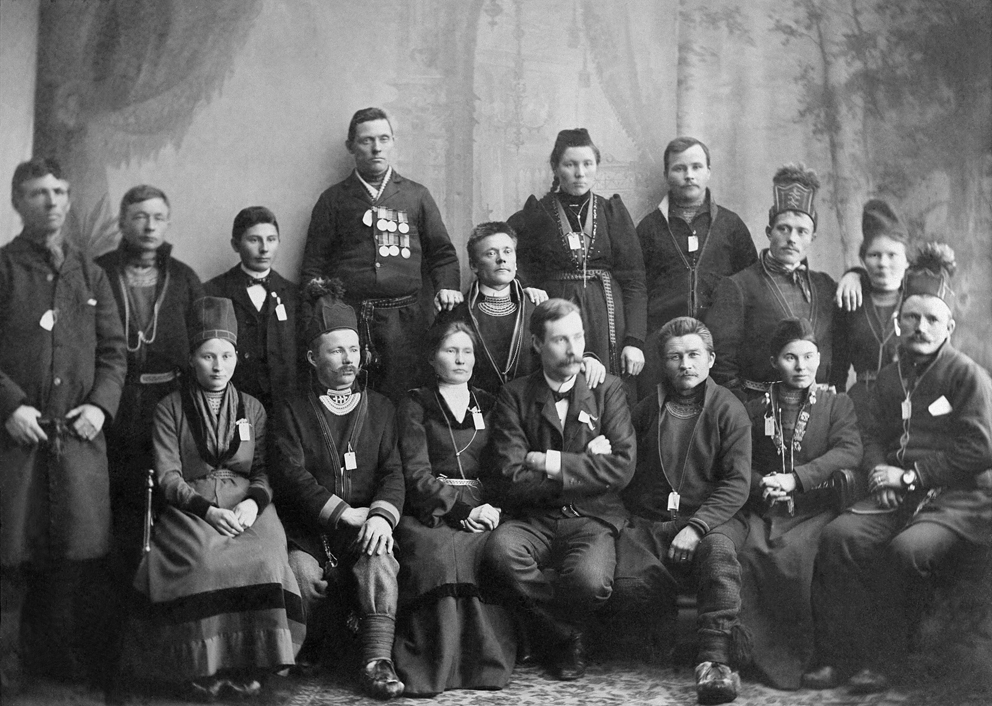
Hans Magnus Nilsson tillsammans med andra pionjärer bland de svenska samerna samlade under en folkbildningskurs i Stockholm i januari 1905.
Stående från vänster: Erik Persson, Arvidsjaur; Torkel Larsson-Kroik, Röberg, Vilhelmina; kyrkoherde Gustav Park, Stensele, SSR:s förste ordförande; Lars Olofsson, Arvidsjaur; Nils Tomasson, Satsfjäll/Fatmomakke, Vilhelmina; Sara Pröjs, Arvidsjaur; Anders Johansson, Arvidsjaur; Per Johansson, Hosjöbotten; Maria Laula, Dikanäs.
Sittande från vänster: Margit Kristoffersson, Klimpfjäll, Vilhelmina; Hans Nilsson-Fjällstedt, Oviksfjällen; Elsa Laula, Stockholm; Gustaf Z Hedenström, Stockholm; Abraham Johansson, Arjeplog; Hans Magnus Nilsson, Karin Stenberg, Arvidsjaur; Nils Nilsson-Schain, Mittådalen.

Hans Magnus Konstantin Nilsson, född den 20 mars 1876 på Gitsfjället i Vilhelmina församling, död den 4 januari 1926 i Risbäcks församling, var en samisk pionjär inom föreningsrörelsen. Han var son till renskötarna Nils Erik Hansson och Stina Johanna Månsdotter i Vilhelmina södra lappby och far till Erik Nilsson-Mankok.

## Utbildning och yrkesliv
Hans Magnus Nilsson fick sin grundläggande skolgång vid Svenska missionssällskapets skola i Gafsele. Efter det var han under en tid verksam inom renskötseln tillsammans med fadern. Familjen hade vinterbetesland i Ådalen, och Hans Magnus Nilsson kom tidigt i kontakt med den gryende arbetarrörelsen där. Under åren 1897–1900 studerade han vid den nygrundade Hola folkhögskola, som var knuten till den liberala arbetarrörelsen. Senare avlade Nilsson två examina vid Hermods, i Sveriges grundlagar 1916 och i husdjurslära 1918.
Hans Magnus Nilsson var i början av 1900 innehavare av Västra Malgomajs lappskatteland, men slog sig 1913 ned med sin familj på jordbruket Stenbäck strax öster om Båtas i Risbäcks församling. I början av 1920-talet blev han anställd som lärare vid Avasjö-Rissjö mindre folkskola.

## Politisk och organisatorisk verksamhet
Hans Magnus Nilsson var initiativtagare till ett par skrivelser som 1901 och 1902 tillställdes svenska myndigheter från samerna i Åsele lappmark. De menade att renskötselns framtid var osäker och att samerna därför skulle ges möjlighet att kombinera näringen med jordbruk. Från myndigheternas sida ställde man sig kallsinnig till detta, eftersom man menade att jordbrukande samer inte samtidigt kunde utöva en god renskötsel. Myndigheterna kunde tänka sig att ge stöd antingen till aktiva renskötare, eller till dem som helt ville lämna renskötseln och enbart bli jordbrukare. I skrivelserna framfördes också förhoppningar om att all mark ovanför odlingsgränsen skulle förbehållas samerna genom den pågående avvittringen.
År 1904 bildades Sveriges första sameförening, Fatmomakke lappförening. Hans Magnus Nilsson blev dess första ordförande och innehade denna post fram till 1913. Han var också en flitig skribent och debattör i samiska frågor i lokalpressen. När de svenska samernas första landsmöte hölls i Östersund 1918 föreslogs Hans Magnus Nilsson som ordförande, men han avsade sig detta till förmån för Lars Rensund.
Politiskt var Hans Magnus Nilsson klart påverkad av den vänsterradikale Carl Lindhagen, liksom av strömningarna i det röda Ådalen. Ibland beskylldes han för att vara kommunist. Enligt sonen Erik Nilsson-Mankok stämde detta inte, utan Hans Magnus Nilsson var en "liberal som drogs åt vänster allt efter politisk mognad".
Nomadskoleinspektören Vitalis Karnell hade sannolikt Hans Magnus Nilsson i åtanke när han 1917 myntade den så kallade "lapp-skall-vara-lapp"-politikens slagord: "...när lapparna börja bilda föreningar och hava sin egen tidning, när de börja tillägna sig folkhögskoleutbildning, då är det totalt slut med dem som lappar och då bliva de de eländigaste människor man kan tänka sig. Västerbottenslapparna hava tagit sig för med allt detta och t.o.m. börjat bygga hus och bli bofasta. Därför stå de ock inför sin undergång. (...) Lapp skall lapp vara." Förutom Hans Magnus Nilsson var det egentligen bara hans hustru Anna samt Elsa Laula som stämde in på beskrivningen.